# 田岡嘉寿彦
田岡 嘉寿彦（たおか かずひこ、1894年7月27日 - 1985年7月21日）は、日本の弁護士・法学者。専門は私法学。大阪経済大学元理事長、同名誉教授。

## 来歴・人物
1894年（明治27年）香川県三野郡上高瀬村（現 三豊市高瀬町）に生まれる。旧制香川県立三豊中学校、旧制第三高等学校を経て、1915年（大正4年）京都帝国大学法律科入学、1918年（大正7年）に卒業し司法官試補となる。1920年（大正9年）大阪地方裁判所判事に任官。1922年（大正11年）学界に転じ大分高等商業学校教授に就任、法律学を担当。翌1923年（大正12年）よりイギリス・ドイツに留学する。1929年（昭和4年）彦根高等商業学校に転任し民法、商法などを講じた。1942年（昭和17年）同校の校長に就任。彦根高商は1944年（昭和19年）4月に高商を高工（工専）化しようとする軍部の圧力から彦根経済専門学校と改称され、同年5月には彦根工業専門学校へと変更（転換）、彦根高等商業学校の最後の校長となった。1945年（昭和20年）11月から1947年（昭和22年）6月までは山口経済専門学校校長を務めた。
GHQにより公職追放となり、1947年（昭和22年）8月に大阪にて弁護士開業。また1949年（昭和24年）に近畿大学教授に就任、1953年（昭和28年）大阪経済大学に転任し民法や会社法を教授。1967年（昭和42年）には広島経済大学の開学に招聘され教授、経済学部長に就任し1972年（昭和47年）まで務めている。1957年（昭和32年）10月から1959年（昭和34年）10月までと1964年（昭和39年）5月から1974年（昭和49年）4月まで大阪経済大学の法人理事長を務めた。その間、同郷で彦根高等商業学校、大阪市立大学などの教授を歴任した藤田敬三が、1960年（昭和35年）12月から1969年（昭和44年）11月まで大阪経済大学第3代学長を務めている。1979年（昭和54年）同大学退職、名誉教授。
また、歌人としても知られ、雅号は、「田岡雁来紅」。1923年（大正12年）「香蘭短歌会」に入り村野次郎に師事する。1966年（昭和41年）近畿地方の歌友と「夢短歌会」を結成し短歌雑誌『夢』を発行。1955年（昭和30年）1月に処女歌集『大閒集』、1970年（昭和45年）11月に第二歌集『風塵抄』を出版。随筆集には、『馬の足跡』、『私の横顔』、『雁来紅漫筆』がある。

## 栄典
- 1965年 - 紺綬褒章
- 1967年 - 勲三等旭日中綬章

## 著書
- 『会社法綱要』巌松堂書店、1932年
- 『民法総則』共著、経大私法研究会、1955年
- 『法学概論』共著、経大私法研究会、1956年
- 『約束手形法講座』綜文館、1959年
- 『歌集 風塵抄』大阪教育図書、1970年